# Kepler-18c
Kepler-18c es un exoplaneta que orbita la estrella Kepler-18 situada en la constelación del cisne. Forma un sistema planetario junto a Kepler-18b y Kepler-18d. 
Fue descubierto en el año 2011 por el satélite Kepler por medio del método de tránsito astronómico.
Tiene un periodo orbital de 183 horas.